# Coupe de la Ligue sud-africaine de football
Ne doit pas être confondu avec Coupe d'Afrique du Sud de football ou Coupe de la Ligue nationale de football d'Afrique du Sud.
La Coupe de la Ligue sud-africaine de football (Carling Knockout Cup) est une compétition  de football à élimination directe, créée en 1982 et mettant aux prises toutes les équipes de Premier Soccer League, la première division au pays.
Elle est connue sous divers noms au fil des années, au gré des sponsors qui assurent sa tenue. L'édition 2019 est la dernière en date puisque le principal partenaire, l'entreprise sud-africaine de télécommunications Telkom SA, ne renouvelle pas son entente pour la saison 2020 après quatorze ans de collaboration. La fin de cette compétition est par la suite actée en août 2021 quand le président de la ligue évoque des calendriers surchargés, les clubs de l'élite disputant déjà le championnat, la Nedbank Cup et le MTN 8 (en).
Cependant, en juillet 2022, la Premier Soccer League annonce son intention de relancer la compétition sous le nom de Carling Knockout Cup pour la saison 2023-2024, avec le soutien de l'entreprise Black Label.

## Histoire

### Les années NPSL (1982-1984)
La Coupe de la Ligue sud-africaine est créée en 1982 sous le nom de Datsun Challenge et sert alors de coupe pour la National Professional Soccer League (NPSL), la principale ligue mixte au pays. Pour sa première édition, l'Arcadia Shepherds FC, basé à Pretoria, l'emporte 2-0 dans le match d'appui, après un verdict nul 1-1 au premier match, face à Highlands Park, formation de Johannesbourg,. L'année suivante, les Kaizer Chiefs inscrivent pour la première fois leur nom au palmarès de la compétition grâce à une victoire 2-1 face à Wits University,. Alors que la compétition est renommée John Player Special (JPS) Knockout Cup en 1984, les Kaizer Chiefs conservent leur titre face aux Durban Bush Bucks et réalisent un triplé historique avec leur victoire en Coupe d'Afrique du Sud et en championnat.

### Les années NSL (1985-1995)
La Coupe de la Ligue change d'affiliation lors de la création de la National Soccer League en février 1985. Les clubs de NSL se retrouvent donc pour cette compétition à élimination directe, quatre équipes jouant un tour préliminaire avant les huitièmes de finale. Ce n'est qu'en 1987 que le trophée est décerné à une formation située hors de la province du Gauteng quand les Durban Bush Bucks ramènent la coupe au KwaZulu-Natal,. Les Kaizer Chiefs dominent cependant la compétition dans la seconde moitié des années 1980, remportant leur quatrième et cinquième titres en 1988 et 1989.
Au cours des dernières années de la NSL, le tableau est plus ouvert et entre 1990 et 1995, six clubs différents sont courronés pour la première fois de leur histoire tandis que Coca-Cola Cup devient la nouvelle appellation en 1992.

### Les années PSL (depuis 1996)
Avec la fondation de la Premier Soccer League PSL en 1996, la coupe conserve le même format et devient affiliée à la nouvelle PSL. Elle est rebaptisée Rothmans Cup pour son édition 1997 qui voit le retour de la domination des Kaizer Chiefs. Ces derniers remportent deux titres consécutifs en 1997 et 1998 face aux Mamelodi Sundowns qui participent à leur première finale dans la compétition. Dans la première décennie du XXIe siècle, les Kaizer Chiefs s'adjugent six trophées, dont le dernier en date en 2010.
Après un retour de la dénomination en Coca-Cola Cup en 2001 en raison d'un changement légal dans les lois anti-tabac et le naming dans le sport sud-africain, la coupe change à nouveau de nom en 2006 et devient la Telkom Knockout Cup en 2006. Avec la fin de la dynastie des Kaizer Chiefs, les principaux clubs du pays se partagent les honneurs au fil des années, seuls les Platinum Stars et les Mamelodi Sundowns réussisant obtenant de multiples succès dans la compétition.
Le 14 décembre 2019, les Mamelodi Sundowns se défont de Maritzburg United par la marque de 2-1 et enlèvent ainsi leur quatrième titre ainsi que quatre millions de rands décernés au vainqueur. L'édition 2020, originellement prévue pour la fin d'année, est annulée à la suite du départ du principal partenaire et sponsor de la compétition, l'entreprise sud-africaine de télécommunications Telkom SA, qui ne renouvelle pas son entente pour l'exercice 2020 après quatorze ans de collaboration. En août 2021, le président de la Premier Soccer League évoque des calendriers surchargés pour justifier l'abandon définitif de cette coupe de la ligue : les clubs de l'élite disputant déjà le championnat, la Nedbank Cup et le MTN 8 (en).
Cependant, en juillet 2022, la Premier Soccer League annonce son intention de relancer la compétition sous le nom de Carling Knockout Cup pour la saison 2023-2024, avec le soutien de l'entreprise Black Label et revient ainsi sur sa décision prise l'année précédente.

## Palmarès

### Palmarès par édition
| N°                                     | Édition          | Vainqueur             | Score de la finale                               | Finaliste            |
| Datsun Challenge                       | Datsun Challenge | Datsun Challenge      | Datsun Challenge                                 | Datsun Challenge     |
| -------------------------------------- | ---------------- | --------------------- | ------------------------------------------------ | -------------------- |
| 1                                      | 1982             | Arcadia Shepherds     | 1 - 1 a. p. Appui : 2 - 0                        | Highlands Park       |
| 2                                      | 1983             | Kaizer Chiefs         | 2 - 1                                            | Wits University      |
| John Player Special (JPS) Knockout Cup |                  |                       |                                                  |                      |
| 3                                      | 1984             | Kaizer Chiefs (2)     | 1 - 0 / 1 - 1                                    | Durban Bush Bucks    |
| 4                                      | 1985             | Wits University       | 2 - 1 / 0 - 1 Appui : 2 - 1 a. p.                | Kaizer Chiefs        |
| 5                                      | 1986             | Kaizer Chiefs (3)     | 2 - 1 / 0 - 0                                    | Moroka Swallows      |
| 6                                      | 1987             | Durban Bush Bucks     | 1 - 3 / 2 - 0 Appui : 2 - 1                      | Orlando Pirates      |
| 7                                      | 1988             | Kaizer Chiefs (4)     | 3 - 1 / 2 - 1                                    | Jomo Cosmos          |
| 8                                      | 1989             | Kaizer Chiefs (5)     | 2 - 0 / 2 - 1                                    | Moroka Swallows      |
| 9                                      | 1990             | Mamelodi Sundowns     | 1 - 0 / 1 - 1                                    | Orlando Pirates      |
| 10                                     | 1991             | Dynamos FC            | 2 - 2 a. p. Appui : 2 - 1                        | Giant Blackpool (en) |
| Coca-Cola Cup                          |                  |                       |                                                  |                      |
| 11                                     | 1992             | AmaZulu               | 3 - 1                                            | Kaizer Chiefs        |
| 12                                     | 1993             | Umtata Bucks          | 3 - 1                                            | Santos               |
| 13                                     | 1994             | Qwa Qwa Stars         | 3 - 2 a. p.                                      | Hellenic             |
| 14                                     | 1995             | Wits University       | 1 - 0                                            | Orlando Pirates      |
| 15                                     | 1996             | Umtata Bush Bucks (2) | 1 - 1 a. p. Appui : 1 - 0                        | Qwa Qwa Stars        |
| Rothmans Cup                           |                  |                       |                                                  |                      |
| 16                                     | 1997             | Kaizer Chiefs (6)     | 1 - 1 a. p. Appui : 1 - 1 a. p. (3 - 2 t. a. b.) | Mamelodi Sundowns    |
| 17                                     | 1998             | Kaizer Chiefs (7)     | 2 - 2 a. p. (2 - 1 t. a. b.)                     | Mamelodi Sundowns    |
| 18                                     | 1999             | Mamelodi Sundowns (2) | 2 - 0                                            | Qwa Qwa Stars        |
| 19                                     | 2000             | Ajax Cape Town        | 1 - 1 a. p. Appui : 4 - 1                        | Orlando Pirates      |

| N°                   | Édition       | Vainqueur             | Score de la finale           | Finaliste           |
| Coca-Cola Cup        | Coca-Cola Cup | Coca-Cola Cup         | Coca-Cola Cup                | Coca-Cola Cup       |
| -------------------- | ------------- | --------------------- | ---------------------------- | ------------------- |
| 20                   | 2001          | Kaizer Chiefs (8)     | 5 - 0                        | Jomo Cosmos         |
| 21                   | 2002          | Jomo Cosmos           | 1 - 0                        | Kaizer Chiefs       |
| 22                   | 2003          | Kaizer Chiefs (9)     | 2 - 0                        | Silver Stars        |
| 23                   | 2004          | Kaizer Chiefs (10)    | 1 - 0                        | Supersport United   |
| 24                   | 2005          | Jomo Cosmos (2)       | 1 - 1 a. p. (4 - 1 t. a. b.) | Supersport United   |
| Telkom Knockout Cup  |               |                       |                              |                     |
| 25                   | 2006          | Silver Stars          | 3 - 1                        | Ajax Cape Town      |
| 26                   | 2007          | Kaizer Chiefs (11)    | 0 - 0 a. p. (3 - 2 t. a. b.) | Mamelodi Sundowns   |
| 27                   | 2008          | Ajax Cape Town (2)    | 2 - 1                        | Orlando Pirates     |
| 28                   | 2009          | Kaizer Chiefs (12)    | 2 - 1                        | Ajax Cape Town      |
| 29                   | 2010          | Kaizer Chiefs (13)    | 3 - 0                        | Orlando Pirates     |
| 30                   | 2011          | Orlando Pirates       | 3 - 1                        | Bidvest Wits        |
| 31                   | 2012          | Bloemfontein Celtic   | 1 - 0                        | Mamelodi Sundowns   |
| 32                   | 2013          | Platinum Stars (2)    | 2 - 1                        | Orlando Pirates     |
| 33                   | 2014          | Supersport United     | 3 - 2 a. p.                  | Platinum Stars      |
| 34                   | 2015          | Mamelodi Sundowns (3) | 3 - 1                        | Kaizer Chiefs       |
| 35                   | 2016          | Cape Town City        | 2 - 1                        | Supersport United   |
| 36                   | 2017          | Bidvest Wits          | 1 - 0                        | Bloemfontein Celtic |
| 37                   | 2018          | Baroka FC             | 2 - 2 a. p. (3 - 2 t. a. b.) | Orlando Pirates     |
| 38                   | 2019          | Mamelodi Sundowns (4) | 2 - 1                        | Maritzburg United   |
| Carling Knockout Cup |               |                       |                              |                     |
| 39                   | 2023          | Stellenbosch FC (1)   | 1 - 1 (5-4)                  | TS Galaxy           |
| 40                   | 2024          | Magesi FC (1)         | 2 - 1                        | Mamelodi Sundowns   |

### Palmarès par club
| Rang | Clubs                                       | Titres (éditions)                                                                 | Finales perdues (éditions)                         |
| ---- | ------------------------------------------- | --------------------------------------------------------------------------------- | -------------------------------------------------- |
| 1    | Kaizer Chiefs                               | 13 (1983, 1984, 1986, 1988, 1989, 1997, 1998, 2001, 2003, 2004, 2007, 2009, 2010) | 4 (1985, 1992, 2002, 2015)                         |
| 2    | Mamelodi Sundowns                           | 4 (1990, 1999, 2015, 2019)                                                        | 4 (1997, 1998, 2007, 2012)                         |
| 3    | Bidvest Wits (anciennement Wits University) | 3 (1985, 1995, 2017)                                                              | 2 (1983, 2011)                                     |
| 4    | Ajax Cape Town                              | 2 (2000, 2008)                                                                    | 2 (2006, 2009)                                     |
| 4    | Jomo Cosmos                                 | 2 (2002, 2005)                                                                    | 2 (1988, 2001)                                     |
| 4    | Platinum Stars (anciennement Silver Stars)  | 2 (2006, 2013)                                                                    | 2 (2003, 2014)                                     |
| 7    | Umtata Bush Bucks                           | 2 (1993, 1996)                                                                    | 0                                                  |
| 8    | Orlando Pirates                             | 1 (2011)                                                                          | 8 (1987, 1990, 1995, 2000, 2008, 2010, 2013, 2018) |
| 9    | Supersport United                           | 1 (2014)                                                                          | 3 (2004, 2005, 2016)                               |
| 10   | Free State (anciennement Qwa Qwa Stars)     | 1 (1994)                                                                          | 2 (1996, 1999)                                     |
| 11   | Bloemfontein Celtic                         | 1 (2012)                                                                          | 1 (2017)                                           |
| 11   | Durban Bush Bucks                           | 1 (1987)                                                                          | 1 (1984)                                           |
| 13   | Arcadia Sheperds                            | 1 (1982)                                                                          | 0                                                  |
| 13   | Dynamos                                     | 1 (1991)                                                                          | 0                                                  |
| 13   | AmaZulu                                     | 1 (1992)                                                                          | 0                                                  |
| 13   | Cape Town City                              | 1 (2016)                                                                          | 0                                                  |
| 13   | Baroka FC                                   | 1 (2018)                                                                          | 0                                                  |
| 18   | Moroka Swallows                             | 0                                                                                 | 2 (1986, 1989)                                     |
| 19   | Highlands Park                              | 0                                                                                 | 1 (1982)                                           |
| 19   | Giant Blackpool (en)                        | 0                                                                                 | 1 (1991)                                           |
| 19   | Santos                                      | 0                                                                                 | 1 (1993)                                           |
| 19   | Hellenic                                    | 0                                                                                 | 1 (1994)                                           |
| 19   | Maritzburg United                           | 0                                                                                 | 1 (2019)                                           |